# Тургутуй
Тургуту́й (бур. Тэргэтэй) — село в юго-западной части Читинского района Забайкальского края России.
Население — 15 чел. (2021)

## География
Расположено на железной дороге, близ истока реки Кука, левого притока реки Хилок, в 10 км к востоку от центра сельского поселения,  села Сохондо. По железной дороге до Читы - 88 км.

## Население
| 2010 | 2021 |
| ---- | ---- |
| 22   | ↘15  |

## Разное
Входит в Перечень населенных пунктов Забайкальского края, подверженных угрозе лесных пожаров